# Doug Serrurier
 Louis Douglas Serrurier  va ser un constructor de monoplaces de carreres i pilot de curses automobilístiques sud-africà que va arribar a disputar curses de Fórmula 1.
Doug Serrurier va néixer el 9 de desembre del 1920 a Germiston, Transvaal, Sud-àfrica i va morir el 3 de juny del 2006.

## A la F1
Doug Serrurier va debutar a la novena i última cursa de la temporada 1962 (la tretzena temporada de la història) del campionat del món de la Fórmula 1, disputant el 29 de desembre del 1962 el GP de Sud-àfrica al circuit de East London.
Va participar en un total de tres proves puntuables pel campionat de la F1, disputades en tres temporades diferents (1962-1963 i 1965) aconseguint una onzena posició com a millor classificació en una cursa i no assolí cap punt pel campionat del món de pilots.

## Resultats a la Fórmula 1
| Any  | Equip        | Xassís | Motor      | 1       | 2   | 3   | 4   | 5   | 6   | 7   | 8   | 9       | 10     | Posició | Punts |
| ---- | ------------ | ------ | ---------- | ------- | --- | --- | --- | --- | --- | --- | --- | ------- | ------ | ------- | ----- |
| 1962 | Otelle Nucci | LDS    | Alfa Romeo | HOL     | MON | BEL | FRA | GBR | ALE | ITA | USA | SUD Ret |        | -       | 0     |
| 1963 | Otelle Nucci | LDS    | Alfa Romeo | MON     | BEL | HOL | FRA | GBR | ALE | ITA | USA | MEX     | SUD 11 | -       | 0     |
| 1965 | Otelle Nucci | LDS    | Climax     | SUD NVQ | MON | BEL | FRA | GBR | HOL | ALE | ITA | USA     | MEX    | -       | 0     |

### Resum
| Curses: | Victòries: | Pòdiums: | Poles: | Voltes ràpides: | Punts: |
| ------- | ---------- | -------- | ------ | --------------- | ------ |
| 3       | 0          | 0        | 0      | 0               | 0      |